# Pierre-Louis Davous
Pierre Louis Davous, né à Versailles le 16 octobre 1749, décédé à Paris le 8 décembre 1819 est un homme politique français.
Il était négociant et gentilhomme servant de Louis XVI au moment de la révolution.
Devenu successivement officier municipal, assesseur et membre du département de la capitale, il fut privé de ses fonctions après la Journée du 10 août 1792.  
Il se retira à Brunoy où il fut agent puis président de l'Administration centrale de la municipalité du canton de Brunoy, de floréal an V à nivose an VIII.
Lorsque Sieyès arriva aux affaires au Directoire le 21 floréal an VII (16 mai 1799), il fut rappelé à nouveau à la place d'administrateur du département de Paris, où il favorisa les plans de Bonaparte pour le 18 brumaire. Il en fut récompensé en étant nommé le 25 décembre 1799 au Sénat conservateur. Il devint comte d'Empire.
Il fut toujours de l'avis de la majorité au sein de cette assemblée, et vota donc en 1814 la déchéance de Napoléon.
Après la restauration, il fut fait Pair de France.
Il meurt le 8 décembre 1819 à Paris.

## Sources
- Biographie moderne ou Galerie historique, civile, militaire, politique, par Étienne Psaume, publié en 1816 sur Googlebooks
- « Pierre-Louis Davous », dans Adolphe Robert et Gaston Cougny, Dictionnaire des parlementaires français, Edgar Bourloton, 1889-1891 [détail de l’édition]